# Ivan III., papa
Ivan III., rođen kao Catelinus, papa od 17. srpnja 561. do 13. srpnja 574. godine.